# Wieland Wagner
Wieland Wagner (5 de gener de 1917 – 17 d'octubre de 1966) va ser un dels fills de Siegfried Wagner, net del compositor Richard Wagner i besnét del també músic Franz Liszt. Se'l considera un dels directors d'escena operístics més importants del segle xx.
La seva trajectòria va evolucionar des del naturalisme fins a unes posades en escena molt més simbolistes, fortament influïdes per l'obra d'Adolphe Appia. Els seus elements més característics eren l'immobilisme dels cantants, el despullament gairebé total de l'escena i un fort ús de la il·luminació com a creadora d'ambients.
Es considera que el seu manifest artístic és la posada en escena de Parsifal que va servir per reobrir el Festival de Bayreuth després de la Segona Guerra Mundial. Buscant fugir dels lligams que s'havien creat entre aquesta obra i el nazisme, va eliminar-ne l'escenografia tradicional (el temple, el bosc). Per exemple, Klingsor no apareixia en el seu castell màgic, sinó al mig d'una teranyina verdosa creada amb la llum.
De 1951 fins a la seva mort el 1966, Wieland Wagner va ser codirector del Festival de Bayreuth juntament amb el seu germà Wolfgang Wagner.

## Videografia
- Wagner: Tristan und Isolde (Nilsson, Windgassen, Hotter; Boulez, 1967) [en viu] Osaka
- Wagner: Die Walküre (Silja, Dernesch, Thomas, Adam; Schippers, 1967) [en viu] Osaka